# Cherbourg-Octeville
Cherbourg-Octeville var en kommun i departementet Manche i regionen Normandie i norra Frankrike vid Engelska kanalen I kommunen ligger staden Cherbourg. Kommunens officiella namn var Cherbourg-Octeville sedan 28 februari 2000, då Cherbourg förenades med grannen Octeville. År 2018 hade Cherbourg-Octeville 35 545 invånare. Kommunen slogs 1 januari 2016 samman med fyra andra kommuner och bildade Cherbourg-en-Cotentin. 
Cherbourg tillhörde från 1000-talet England, blev på 1200-talet franskt, erövrades av engelsmännen 1418 och blev på nytt franskt 1450. Sébastien Le Prestre de Vauban lät 1687 anlägga en örlogsbas här. Under Napoleons regering utökades hamnen betydligt och 1850 försågs den med en lång vågbrytare.
Ännu i början av 1900-talet bestod den av två åtskilda stadsdelar – en civil och en militär. Cherbourg var även känt som badort samt som utskeppningshamn för jordbruksprodukter till Storbritannien och som anlöpningsplats och kolbunkringsstation för transatlantiska linjer. Den civila hamnen låg vid floden Divettes mynning.
Cherbourg har världens största konstgjorda redd (1 500 hektar) som byggdes mellan 1783 och 1853.
Cherbourg var den enda hamn som RMS Titanic besökte på det europeiska fastlandet.

## Befolkningsutveckling
Antalet invånare i kommunen Cherbourg-Octeville
| Referens: INSEE |